# Strelníky
Strelníky – wieś (obec) na Słowacji położona w kraju bańskobystrzyckim, w powiecie Bańska Bystrzyca. Pierwotnie nosiła nazwę Šajba (starsi mieszkańcy używają jej do dziś).

## Położenie
Strelníky położone są ok. 4 km na południowy wschód od Ľubietovej, na lokalnym płaskowyżu, wznoszącym się na południowy zachód od doliny potoku Hutná. Zabudowania wsi leżą ok. 110–130 m powyżej koryta Hutnej. Płaskowyż budują andezytowe i dacytowe wulkanity z okresu środkowego miocenu.

## Historia
Pierwsze wzmianki o miejscowości pochodzą z roku 1465. Była wsią należącą do sąsiedniej Ľubietovej. W 1577 r. wyrabowali i wypalili ją Turcy. W roku 1948 r. wieś przemianowano i otrzymała swą obecną nazwę. Wśród mieszkańców zachowało się dużo ludowych zwyczajów i tradycji.

## Demografia
Według danych z dnia 31 grudnia 2012, wieś zamieszkiwało 779 osób, w tym 398 kobiet i 381 mężczyzn.
W 2001 roku pod względem narodowości i przynależności etnicznej 99,26% mieszkańców stanowili Słowacy.
Ze względu na wyznawaną religię struktura mieszkańców kształtowała się w 2001 roku następująco:
- Katolicy rzymscy – 5,67%
- Ewangelicy – 88,79%
- Ateiści – 2,96%
- Nie podano – 2,46%